# محدثه میرزایی
محدثه میرزایی اولین خلبان زن غیرنظامی در افغانستان است.

## اولین پرواز
اولین پرواز در افغانستان که خلبانان و کادر پرواز آن همگی زن بودند، روز چهارشنبه، ۶ اسفند ۱۳۹۹، از کابل به هرات و برعکس انجام شد. این پرواز در شرکت خصوصی کام‌ایر، با هواپیمای بویینگ۷۳۷ بود. خلبان این پرواز، محدثه میرزایی و کمک‌خلبان آن، ویرونیکا بوریسووا بود.